# Eugenia Rico
María Eugenia Álvarez Rico (Oviedo, 11 de febrero de 1972) es una escritora española.

## Biografía
Descendiente de allandeses, Rico afirma haber querido ser escritora desde los cinco años, haber publicado un cuento a los once (en el diario Región) y fundado a los veinte una revista universitaria. Estudió Derecho y Relaciones Internacionales en Oviedo, Toulouse y Bruselas y se especializó en derechos humanos. También hizo un curso de arte dramático y, en 1992, otro de guion de cine organizado por International Writers Circle en Cadaqués a cargo de Fernando Trueba. Tras viajar por Argentina e India, y residir en varios países, se instaló en Madrid. 
Publicó su primera novela, Los amantes tristes, en 2000 y dos años más tarde ganó el Premio Azorín con La muerte blanca. Su siguiente novela, La edad secreta, aunque finalista del Premio Primavera 2004, tuvo una crítica demoledora en el suplemento cultural Babelia de El País. Con este libro terminó la que denominó trilogía sobre las pasiones: Los amantes tristes (la amistad), La muerte blanca (el amor fraterno) y La edad secreta (el amor carnal). En 2005 publicó un ensayo sobre la India, En el país de las vacas sin ojos, con el que ganó el Premio Espiritualidad de ese año. El otoño alemán —Premio Ateneo de Sevilla 2006— es, según sus palabras, la primera novela de su ciclo sobre los cuatro elementos y corresponde al agua, mientras que la segunda, Aunque seamos malditas (2008), la identifica con el fuego.
Entre sus principales colaboraciones en radio destaca la del programa Lágrimas de cocodrilo, dirigido por el exreportero de Caiga quien caiga Mario Caballero y emitido durante el verano de 2004 en la Cadena Ser, donde Eugenia entrevistaba a conocidos escritores y otras personalidades del panorama cultural español. En 2009 comenzó su colaboración con Onda Cero en el programa de Isabel Gemio Te doy mi palabra con un espacio de opinión, viajes y crítica literaria. En 2011 fue escritor en residencia en el Programa Internacional de Escritores de la Universidad de Iowa. Algunas de sus obras han sido traducidas a otros idiomas y varios de sus relatos forman parte de antologías. Participante de encuentros y festivales literarios, ha sido miembro del jurado en distintos concursos de cuentos y de novelas. Ha escrito artículos en diversas publicaciones, como la Revista de Occidente, El Mundo y El País.
En 2012 publicó —junto con Juan Cruz, que se ocupa del periodismo— Saber narrar en literatura, manual para aspirantes a escritores del Instituto Cervantes.

## Vida personal
Ha vivido en Estados Unidos, Israel e Italia (vive en Venecia), y se convirtió al judaísmo por matrimonio en Israel con el actor teatral Nadav Malamud.

## Polémicas en torno a Rico

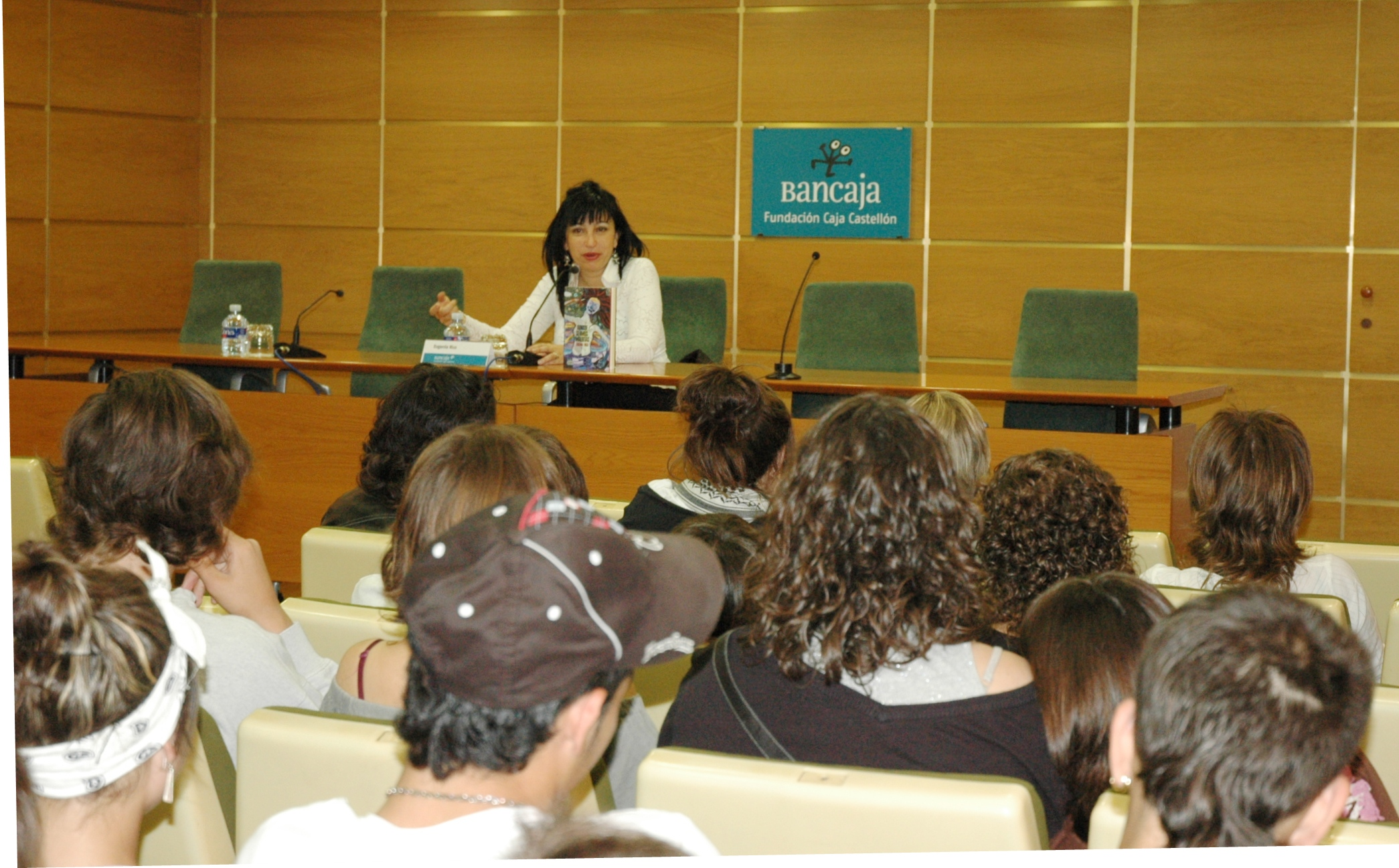
Eugenia Rico en un encuentro con estudiantes organizado por la Fundación Caja Castellón.

En 2012 se vio en el centro de una polémica cuando la editorial Páginas de Espuma sacó una faja junto con el volumen de cuentos El fin de la raza blanca en la que se citaba una frase elogiosa de una crítica del The New York Times que la comparaba supuestamente con Virginia Woolf, resultando finalmente falsa. Después de que el 27 de febrero una página web señalara que no había ninguna prueba de que dicha frase, citada en la faja y en la promoción del libro, hubiese aparecido en el prestigioso periódico, la editorial respondió el 18 de marzo reproduciendo en su web una supuesta página escaneada del The New York Times, correspondiente al 7 de diciembre de 2010, en la que aparecía una presunta crítica de Michiko Kakutani donde se mencionaba dicha cita. Después se descubrió que la crítica era falsa, y que la página escaneada era un fotomontaje, ya que las dos noticias que acompañaban al artículo fraudulento se publicaron en realidad el 27 de febrero de 2012 (mismo día en el que se había denunciado la posible falsedad de la cita), por lo que el montaje tuvo que ser realizado obligatoriamente en esa fecha o con posterioridad.
Sí es cierto que Marcela Álvarez, en la presentación de la entrevista de finales de 2011 que le hace para la página de libros About.com en español —que forma parte de The New York Times Company, que es diferente al prestigioso diario estadounidense—, indica que "de ella se ha dicho que es la nueva Virginia Wolf (sic), versión española", pero no dice a quién pertenece la frase, sino que alude simplemente a que la comparación circulaba por Internet. No existe constancia de que ningún medio ni ningún crítico, y menos de The New York Times, la haya comparado nunca realmente con la prestigiosa escritora británica Virginia Woolf.
La editorial, tras comprobar la falsedad de la crítica y disculparse, reveló a la prensa que fue la propia Eugenia Rico quien le envió el fotomontaje. La autora se defendió entonces diciendo que a ella le había llegado de su agente en Estados Unidos y que no tenía nada que ver con la gestación del artículo, añadiendo que esperaba "aclarar todo esto en breve". Rico ha tratado desde entonces de restarle importancia al asunto con el fin de defenderse de las acusaciones que la señalan como causante de la difusión previa de la cita inventada que se usó en la promoción del libro y de la creación posterior del artículo falso que justificaba el uso de dicha cita. Para ello, entre otras cosas, ha parafraseado a Juan Goytisolo diciendo que "cuando me dan un premio pienso que se equivocan. Si me atacan, creo que algo estaré haciendo bien" o ha manifestado que "para mí es solo una anécdota [...] lo que se ha montado me parece una cosa ridícula, rocambolesca, propia del folletín".
Antonio Fontana se refirió en el ABC a los diferentes elogios citados en la promoción del libro, mencionando que son desmesurados y que no considera que se los merezca, al menos en lo que se refiere a esa recopilación. Aunque encuentra que en El fin de la raza blanca  "hay cosas destacables" —como el microrrelato «La cucharilla»—, también afirma que "en ocasiones la prosa de estos relatos recuerda a la de una redacción escolar", que "muchas de sus tramas, que quieren ser terribles, son tremendamente planas" y que "ciertas escenas rozan la cursilería".

## Premios y distinciones
- Premio Azorín 2002 por La muerte blanca
- Beca Valle Inclán (Ministerio de Asuntos Exteriores de España, 2003-2004)
- Finalista del Premio Primavera 2004 con La edad secreta
- Premio Espiritualidad 2005 por En el país de las vacas sin ojos
- Primer premio en la categoría de prensa en los Premios Periodísticos Unicef-Comité Español 2005[19][20]
- Premio Ateneo de Sevilla 2006 por El otoño alemán[21]
- Premio Llanes de Viajes 2014 por El camino del diablo[22]
- Premio Bauer-Giovani 2018 del Festival Incroci di Civiltà[23]

## Obras

### Narrativa
- Los amantes tristes, novela, Planeta, Barcelona, 2000; 128 pp., ISBN 84-08-03509-6
- La muerte blanca, novela, Planeta, 2002; 200 pp., ISBN 84-08-04324-2
- La edad secreta, novela, Espasa Calpe, Madrid, 2004; 232 pp, ISBN 84-670-1413-X
- El otoño alemán,  novela, Algaida, Sevilla, 2006; 312 pp., ISBN 84-8433-944-0
- Aunque seamos malditas, novela, Suma de Letras, Madrid, 2008; 479 pp., ISBN 978-84-8365-086-8
- El fin de la raza blanca, cuentos, Páginas de Espuma, 2012; 104 pp., ISBN 978-84-8393-096-0
- El beso del canguro, novela, Suma de Letras, Barcelona, 2016; 192 pp., ISBN 978-84-8365-444-6

### Ensayo
- En el país de las vacas sin ojos, Martínez Roca, Madrid, 2005; 248 pp., ISBN 84-270-3166-1
- Saber narrar,  Instituto Cervantes y Aguilar , Madrid, 2012; 296 pp., ISBN 978-84-03-10125-8

### En obras colectivas
(Cuentos si no se especifica el género; entre paréntesis los otros participantes)
- Selena en Muelles de Madrid (José María Merino, Luis Mateo Diez y Jesús Ferrero), Sílex,  Madrid, 2003; 204 pp., ISBN 84-7737-126-1
- Las ratas y los hombres (pp. 117-119), y Noches de Bagdad (p. 231) en La paz y la palabra (Ernesto Sabato, José Saramago, Rosa Regàs y Lucía Etxebarría; editada por Manuel Francisco Reina), Odisea, Madrid, 2003; 252 pp., ISBN 84-95470-28-4
- La sala de espera (pp. 75-83) en Que la vida iba en serio…,  Martínez Roca, Barcelona, 2003; 212 páginas, ISBN 84-270-2942-X
- Tren de vida (pp. 135-138) en Sobre raíles (Milagros Frías, Marta Rivera de la Cruz, Espido Freire y Dulce Chacón), Imagine Press, Madrid, 2003; 282 pp., ISBN 84-95882-36-1
- Tierra de nadie en Suiza y la migración: Una mirada desde España (Ana María Matute, Vicente Molina Foix y Fernando Marías), Imagine Press, 2004; 286 pp., ISBN 84-95882-58-2
- El fin de la raza blanca (pp. 18-23) en 10 cuentos eróticos (Espido Freire, Lola Beccaria, Lorenzo Silva, Rafael Reig y Paula Izquierdo), Quo, Madrid, 2004; 50 pp
- La edad secreta (pp. 63-68) en Mujeres en ruta (Soledad Puértolas, Carmen Posadas, Espido Freire, Marina Mayoral y Rosa Regàs), Línea Directa,  Madrid, 2005; 68 pp
- La vida in-móvil en Dieciocho relatos móviles (Gustavo Martín Garzo, Vicente Molina Foix, Juan Manuel de Prada, Lorenzo Silva y Soledad Puértolas; ilustraciones de Santiago Sequeiros), Imagine Press, 2006; 400 pp., ISBN 84-96715-00-0
- El ruido de la llave en la cerradura, artículo en 5X2=9 Diez miradas contra la violencia de género (Ángeles Caso, Espido Freire, Rosa Regàs y Lourdes Ventura), Península, Madrid, 2009; 280 pp., ISBN 978-84-8307-881-5